# Widad Lutah
Widad Naser Lutah (en árabe: وداد ناصر لوتاه‎, también transliterado Wedad Nasser Lootah, nacida en 1964), sexóloga emiratí.
Trabaja como consejera matrimonial en un tribunal de los Emiratos Árabes Unidos. Es autora de la guía sexual árabe Top Secret: Sexual Guidance for Married Couples, publicada en 2009.